# Bermejo (departamento de Formosa)
Bermejo é um departamento da Argentina, localizado na província de Formosa.